# Marie Antonína Kratochvílová
Blahoslavená Marie Antonína Kratochvílová (21. srpna 1881 Vítkovice – 2. října 1942 Stanislavov), původním jménem Marie Anna Kratochvílová, je mučednice a patronka ostravsko-opavské diecéze.

## Život
Narodila se v dělnické rodině Janu a Johanně Kratochvílovým v Ostravě-Vítkovicích. Pokřtěna byla 3. září 1881 farářem Janem Spurným. V devatenácti letech se rozhodla pro řeholní povolání a ve dvaceti letech vstoupila do kongregace Chudých školských sester naší Paní.
Učitelský ústav školských sester dokončila zkouškou před státní zkušební komisí v roce 1906 v Těšíně. V roce 1910 složila první řeholní sliby. 9. července 1942 byla jako představená komunity sester v ukrajinském Mikuličíně zatčena gestapem a uvězněna ve Stanislavově (dnes Ivano-Frankivsk). Během věznění byla mnohokrát vyslýchána a fyzicky týrána. Propuštěna byla 26. září 1942 ve velmi špatném zdravotním stavu. Zemřela 2. října 1942 ve stanislavovské nemocnici.

## Beatifikace
Blahořečena byla ve skupině 108 polských mučedníků z doby druhé světové války 13. června 1999 při pouti sv. Jana Pavla II. do Polska. Na její počest byl pojmenován Dětský domov blahoslavené Marie A. Kratochvílové v Řepištích, v letech 2000–2005 nesla vítkovická nemocnice na její počest název Vítkovická nemocnice Blahoslavené Marie Antoníny.